# Máza
Máza je selo u južnoj Mađarskoj. 
Zauzima površinu od 10,69 km četvornih.

## Zemljopisni položaj
Nalazi se u sjeveroistočnom podnožju gore Mečeka (mađ. Mecsek), na 46°16' sjeverne zemljopisne širine i 18°24' istočne zemljopisne dužine. U blizini se nalaze Vikinj, Márévár, a dalje prema zapadu je Gređa. 

## Upravna organizacija
Upravno pripada komlovskoj mikroregiji u Baranjskoj županiji. Poštanski broj je 7351.
1974. su selo Máza i selo Szászvár upravno spojeni u jedno selo, Mázaszászvár. 1991. su selo Máza i veliko selo Szászvár ponovno odvojeni.

## Stanovništvo
U Mázi živi 1393 stanovnika (2005.). Mađari su većina. Nijemci čine 1,4%, Romi 14% stanovništva. Nijemci i Romi imaju svoje manjinske samouprave. Blizu 55% stanovnika su rimokatolici, 3,5% je luterana, 2% kalvinista, 16% je bez vjere, a za preko petine nije poznato ili su se odbili vjerski izjasniti.

## Vanjske poveznice
- (mađ.) Máza Önkormányzatának honlapja
- Máza na fallingrain.com